# Dilton Doiley
Dilton Doiley é um personagem fictício no universo da Archie Comics. Ele é o adolescente mais inteligente da Riverdale High School.

## História
Personagens parecidos com Dilton (em aparência e personalidade) apareceram bem cedo nas histórias de Archie - um deles pode ser visto, sem nome, em Archie Comics #1 (inverno de 1942). Pep Comics #27 (maio de 1942) apresentava um protótipo de Dilton chamado Theodosious, e um chamado Dilbert estava na Archie Comics #34 (setembro-outubro de 1948). Em 16 de fevereiro de 1948, Dilton Doiley propriamente apareceu pela primeira vez na revista em quadrinhos do jornal Archie. O nome Dilton foi usado pela primeira vez em uma revista em quadrinhos na Pep Comics #78 (março de 1950).

## Família e amigos
Os pais de Dilton aparecem de tempos em tempos, mas quase nunca desempenham um papel significativo. Ambos são tipicamente retratados como cabelos negros e de óculos como o filho deles. Sua mãe, que é orgulhosa e perplexa com a criatividade de seu filho, aparece com mais frequência do que seu pai. Como os personagens adolescentes, muitos dos parentes de Dilton eram simplesmente criados para uma história em particular e nunca mais foram vistos.
Em uma história na década de 1970, foi revelado que o Sr. Doiley é realmente o padrasto de Dilton. Nenhum dos amigos de Dilton sabe disso, exceto Chuck Clayton. Dilton, não sentindo que ele poderia lidar com o choque depois de ser mantido em segredo durante todo esse tempo, quase fugiu de casa. No entanto, depois de confiar em Chuck sobre seu problema, Chuck fez Dilton perceber que o Sr. Doiley se preocupa com Dilton como um pai de verdade e que ele ficaria de coração partido se Dilton fugisse de casa.
Moose Mason é o amigo mais próximo de Dilton. Apesar de suas personalidades completamente diferentes, sua proximidade vem de uma compreensão mútua de quão bem eles se complementam. Moose considera Dilton seu "amiguinho" e fará de tudo para protegê-lo. Nas histórias atuais, essa relação é cada vez mais retratada como simbiótica, com Dilton se posicionando a favor de Moose - em uma história, ele até se lança sobre Reggie Mantle em defesa de Moose, quando este insulta Moose.
Os outros amigos íntimos de Dilton incluem Archie Andrews, Betty Cooper e Jughead Jones. Ele ajudou o grupo muitas vezes com suas várias invenções ou com seu vasto conhecimento, quando se deparam com um problema. Ele também está disposto a ajudar seus amigos se tiverem dificuldades na escola. Estas são apenas algumas das maneiras que Dilton consegue se encaixar com o grupo.

## Em outras mídias

### Televisão

#### Animação
- Dilton apareceu em The Archie Show, uma série de desenhos animados de 1968 produzida pela Filmation, dublado por Howard Morris.
- Dilton apareceu em Archie's Weird Mysteries, dublado por Ben Beck.

#### Live-action
- Dilton aparece em Riverdale, uma série de drama para The CW interpretada por Daniel Yang no piloto e pelo Major Curda em diante, Mais O Personagem Acaba Morrendo Na Temporada 3, Por Conta de Um Jogo Chamado Griffins and Gargoyles (Grifos E Gárgulas), Junto Com Ben Button[3][4]